# Netrunner (Linuxdistributie)
Netrunner is een vrij besturingssysteem voor computers, laptops en netbooks. De Linuxdistributie is gebaseerd op Kubuntu en maakt gebruik van KDE. Netrunner wordt ontwikkeld door Blue Systems, dat ook sponsor is van Kubuntu.

## Software
Netrunner bevat de volgende software:

### Systeemsoftware
- Linuxkernel
- KDE

### Internet- en communicatiesoftware
- Mozilla Firefox met KDE-integratie
- Mozilla Thunderbird
- Skype
- Telepathy
- Samba Mounter (NAS instellen)
- Runners-ID (vrije en gratis cloudopslag en muziekstreaming)
- Webaccounts (integratie van accounts op sociaalnetwerksites)

### Mediasoftware
Software voor het maken, bewerken en openen van mediabestanden, waaronder afbeeldingen en muziek:
- VLC Media Player
- GIMP
- Krita
- Kdenlive
- Gwenview
- Kdenlive

### Virtualisatie- en emulatiesoftware
- VirtualBox - virtualisatiesoftware
- Wine - software om Windowsprogramma's op Linux uit te voeren

### Andere software
- LibreOffice - een kantoorsoftwarepakket
- Muon Discover, een softwarewinkel

## Versiegeschiedenis
- Netrunner 17.06 (uitgebracht op 1 juli 2017)
- Netrunner 17.03 (uitgebracht op 31 maart 2017)
- Netrunner 2016.01 (uitgebracht op 27 februari 2016)
- Netrunner 17 Horizon (uitgebracht op 23 november 2015)
- Netrunner 16 (uitgebracht op 16 mei 2015)
- Netrunner 15 (uitgebracht op 15 februari 2015)
- Netrunner 14.1 (uitgebracht op 24 januari 2015)
- Netrunner 13.12 (uitgebracht op 13 januari 2014)
- Netrunner 13.06 Stealth (uitgebracht op 11 augustus 2013)
- Netrunner 13.06 Enigma (gebaseerd op Kubuntu 13.04 "raring", uitgebracht op 5 juli 2013)[3]
- Netrunner 12.12 Dryland - Third Edition (gebaseerd op Kubuntu 12.10 "quantal", uitgebracht op 22 december 2012)[4]
- Netrunner 4.2 Dryland - Second Edition (gebaseerd op Kubuntu 12.04 "precise", uitgebracht op 20 juni 2012)
- Netrunner 4.0 Dryland (gebaseerd op Kubuntu 11.10 "oneiric", uitgebracht op 29 december 2011)
- Netrunner 3 Chromatic (uitgebracht op 14 april 2011)
- Netrunner 2 Blacklight (uitgebracht op 15 juli 2010)
- Netrunner 1 Albedo (uitgebracht op 18 maart 2010)